# Protaphorura eichhorni
Protaphorura eichhorni (лат.) — вид ногохвосток рода Protaphorura семейства Onychiuridae. Впервые описан зоологом Гисином в 1954 году; дополнительные уточнения в описание таксона были внесены в 1995 году.
Синонимичное название — Onychiurus eichhorni.

## Распространение, описание
Эндемик Люксембурга. Встречается в коммунах Штрассен (отсюда же типовые экземпляры) и Башараж с отдельными субпопуляциями в Бердорфе. Предпочитает участки с солёными и каменистыми почвами.
Длина тела — 1,49—1,73 мм. Цвет белый (в спирту). Усики почти той же длины, что и голова.